# Гуардия, Томас
Томас Мигель Гуардия Гутьеррес (исп. Tomás Miguel Guardia Gutiérrez; 16 декабря 1831, Багасес, Коста-Рика — 6 июля 1882, Алахуэла, Коста-Рика) — дважды президент Коста-Рики в 1870—1876 и 1877—1882 годах.

## Биография
Гуардия родился 16 декабря 1831 года в Багасесе, Гуанакасте, в семье помещика и военного Рудесиндо Гуардии Роблеса и Марии Гутьеррес Флорес. С юности он делал карьеру профессионального военного, а также управлял кофейными плантациями вокруг Алахуэлы.
В 1850 году Гуардия женился на Перфекте Барриос Ладреро (умерла от холеры в 1856 году), а в 1857 году — на дочери соседа-плантатора Эмилии Солорсано Альфаро.
Гуардия участвовал в войне 1856—1857 годов против Уильяма Уокера, а 29 января 1857 года был серьезно ранен в битве у Сан-Хорхе, Никарагуа. В беспокойные 1860-е годы он получил чин полковника и командующего войсками провинции Алахуэла.
27 апреля 1870 года, поддержанный другими военными и некоторыми богатыми кофейными плантаторами, Гуардия совершил государственный переворот и сверг президента Хесуса Хименеса, приведя к власти доктора Бруно Каррансу. Гуардия был немедленно удостоен чина генерал-майора и был назначен главнокомандующим армией Коста-Рики.

### Президентство
Президент Бруно Карранса сформировал Учредительное собрание, но у него возникли разногласия с генералом Гуардией. Устав от постоянных конфликтов, Карранса подал в отставку 8 августа 1870 года. На следующий день Учредительное собрание назначило Гуардию президентом Коста-Рики.
Гуардия стал первым военным, который встал у руля страны. Он также положил начало новому поколению либеральных политиков, которые возглавляли Коста-Рику до гражданской войны 1948 года.
В 1871 году Гуарди одобрил новую Конституцию, известную как Либеральная Конституция 1871 года, которая действовала дольше всех в истории страны. В ней была установлена свобода вероисповедания, отменена смертная казнь и акцентировано внимание на укреплении системы образования. Конституция 1871 года считается краеугольным камнем либерализма в Коста-Рике.
В этот период началось строительство Атлантической железной дороги, на которое были получены английские займы 1871 и 1872 годов. Однако работа не была завершена из-за технических трудностей, нехватки средств и коррупции (страна израсходовала лишь 1 млн из 3,4 млн фунтов стерлингов займов). Таким образом, внешний долг перед Англией существенно вырос.
В 1871 году Гуардия открыл участок железной дороги между Алахуэлой и Сан-Хосе.
На выборах в апреле 1872 года Гуардия был избран президентом на новый 4-летний срок. Достигнув власти, он распустил Конгресс и фактически стал диктатором, изгнав своих политических врагов. В 1873 году он основал тюрьму на острове Сан-Лукас.
В страну вернулся орден иезуитов, который получил контроль над образованием.
В 1874 году Гуардия построил новые военные казармы в Алахуэле и большую тюрьму. Он также построил для себя особняк в Алахуэле рядом с казармами и заказал для старого Президентского дворца прекрасную европейскую мебель.
В конце своего конституционного срока Гуардия передал власть президенту Анисето Эскивелю, избранному на период 1876—1880 годов, но сохранил должность главнокомандующего армией. В середине 1876 года он был назначен полномочным послом Коста-Рики в Гватемале, с которой подписал договор Гуардии-Саласара.
Президент Эскивель быстро рассорился с генералом Гуардией, и 30 июля 1876 года был свергнут. Висенте Эррера был провозглашен новым президентом Коста-Рики, а Гуардия — первым заместителем президента. Однако 11 сентября 1877 года президент Эррера был отстранен от власти, якобы ввиду проблем со здоровьем, и генерал Гуардия стал исполняющим обязанности президента.
23 сентября 1877 года Гуардия окончательно оттеснил Эрреру от власти и начал новый период диктатуры, который длился до его смерти в июле 1882 года.
В 1877 году Гуардия основал Банк «Союз», ныне Банк Коста-Рики. В 1880 году начался экспорт бананов в Соединенные Штаты. Увеличилось число государственных школ и колледжей, в 1881 году был открыт Национальный архив.
Незадолго до своей смерти Гуардия снова ввел в действие Конституцию 1871 года с некоторыми изменениями. Самым значительным была повторная отмена смертной казни в 1882 году, восстановленной законом 1877 года.
Гуардия умер в своем доме в городе Алахуэла 6 июля 1882 года в возрасте 50 лет от последствий туберкулеза. Его преемником временно стал двоюродный брат и зять Сатурнино Лисано Гутьеррес, а 10 августа 1882 года — его зять и друг, генерал Просперо Фернандес Ореамуно.